# Герб Зугреса
Герб Зугреса — офіційний символ міста Зугрес Донецької області. Затверджений 29 грудня 2003 р рішенням XVIII сесії міської ради IV скликання № IV/18-4.

## Опис
В щиті, розтятому на золоте і червоне поля, срібна електрична лампочка з вісьмома променями (герб є напівпромовистим), під нею - два зелені дубові листки з жолудем, внизу - відокремлена шипоподібно синя основа.

## Символіка
Лампа вказує на енергетику як основу міста. Дубові листочки означають селище Дубівку, на місці якого виникло місто. Жовтий колір уособлює степовий простір, червоний - промислову специфіку міста, синій - річку Кринку, над якою стоїть Зугрес.

## Історія

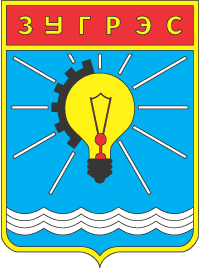
Герб радянських часів

В радянські часи офіційним символом був герб, затверджений 26 листопада 1986 р.
На синьому полі золота лампа з червоною ниткою і срібними променями, супроводжувана справа чорною напівшестернею. Під нею - понижений шипоподібна срібна балка. На червоній главі золота назва міста російською мовою.